# 1957-es Le Mans-i 24 órás verseny
A 25. Le Mans-i 24 órás versenyt 1957. június 22-e és június 23-a között rendezték meg.

## Végeredmény
|    | Kategória | #  | Csapat                          | Versenyzők                            | Modell                 | Motor                   | Körök |
| -- | --------- | -- | ------------------------------- | ------------------------------------- | ---------------------- | ----------------------- | ----- |
| 1  | S 5000    | 3  | Ecurie Ecosse                   | Ron Flockhart Ivor Bueb               | Jaguar D-Type          | Jaguar 3.8L I6          | 327   |
| 2  | S 5000    | 15 | Ecurie Ecosse                   | Ninian Sanderson John Lawrence        | Jaguar D-Type          | Jaguar 3.4L I6          | 319   |
| 3  | S 5000    | 17 | Equipe Los Amigos               | Jean Lucas Jean-Marie Brousselet      | Jaguar D-Type          | Jaguar 3.4L I6          | 317   |
| 4  | S 5000    | 16 | Equipe Nationale Belge          | Paul Frére Freddy Rousselle           | Jaguar D-Type          | Jaguar 3.4L I6          | 310   |
| 5  | S 5000    | 8  | Scuderia Ferrari                | Stuart Lewis-Evans Martino Severi     | Ferrari 315 S          | Ferrari 3.8L V12        | 300   |
| 6  | S 5000    | 4  | J.D. Hamilton                   | Duncan Hamilton Masten Gregory        | Jaguar D-Type          | Jaguar 3.8L I6          | 299   |
| 7  | S 2000    | 28 | Ecurie Francorchamps            | Lucien Bianchi Georges Harris         | Ferrari 500 TRC        | Ferrari 2.0L I4         | 288   |
| 8  | S 1500    | 35 | Ed Hugus                        | Ed Hugus Carel Godin de Beaufort      | Porsche 550A RS        | Porsche 1.5L Flat-4     | 286   |
| 9  | S 1100    | 62 | Lotus Engineering               | Herbert MacKay-Fraser Jay Chamberlain | Lotus 11               | Coventry Climax 1.1L I4 | 285   |
| 10 | S 2000    | 31 | AC Cars Ltd.                    | Peter Bolton Ken Rudd                 | AC Ace                 | Bristol 2.0L I6         | 281   |
| 11 | S 3000    | 21 | David Brown                     | Jean-Paul Colas Jean Kerguen          | Aston Martin DB3S      | Aston Martin 3.0L I6    | 272   |
| 12 | S 2000    | 26 | Georges Guyet                   | Georges Guyet Michel Parsy            | Maserati A6G CS        | Maserati 2.0L I4        | 260   |
| 13 | S 1100    | 42 | Robert Walshaw                  | Robert Walshaw John Dalton            | Lotus 11               | Coventry Climax 1.1L I4 | 259   |
| 14 | S 750     | 55 | Lotus Engineering               | Cliff Allison Keith Hall              | Lotus 11               | Coventry Climax 0.7L I4 | 259   |
| 15 | S 1100    | 40 | Cooper Car Company              | Jack Brabham Ian Raby                 | Cooper T39             | Coventry Climax 1.1L I4 | 254   |
| 16 | S 1100    | 41 | André Héchard Lotus Engineering | André Héchard Roger Masson            | Lotus 11               | Coventry Climax 1.1L I4 | 253   |
| 17 | S 750     | 49 | Automobiles Deutsch et Bonnet   | Louis Cornet Henri Perrier            | DB HBR                 | Panhard 0.7L FLat-2     | 239   |
| 18 | S 750     | 52 | Equipe Monopole Course          | Pierre Chancel Jean-Pierre Hémard     | Monopole X89 Coupe     | Panhard 0.7L Flat-2     | 238   |
| 19 | S 750     | 46 | Automobili O.S.C.A.             | Jean Laroche Rémy Radix               | O.S.C.A. 750 Sport     | O.S.C.A. 0.7L I4        | 234   |
| 20 | S 750     | 53 | Equipe Monopole Course          | Pierre Chancel Pierre Flauhault       | Monopole X88 Coupe     | Panhard 0.7L Flat-2     | 230   |
| 21 | S 750     | 58 | Automobili Stanguellini         | Fernand Sigrand Michel Robert Nicol   | Stanguellini 750 Sport | Fiat 0.7L I4            | 214   |

## Nem ért célba
|    | Kategória | #  | Csapat                               | Versenyzők                            | Modell                     | Motor                   | Körök |
| -- | --------- | -- | ------------------------------------ | ------------------------------------- | -------------------------- | ----------------------- | ----- |
| 22 | S 1500    | 34 | Porsche KG                           | Claude Storez Ed W. Crawford          | Porsche 550A RS            | Porsche 1.5L Flat-4     | 275   |
| 23 | S 2000    | 24 | Automobiles Frazer Nash Ltd.         | Richard Stoop Peter Jopp              | Frazer Nash Sebring        | Bristol 2.0L I6         | 240   |
| 24 | S 2000    | 27 | Fernand Tavano                       | Fernand Tavano Jacques Péron          | Ferrari 500 TRC            | Ferrari 2.0L I4         | 235   |
| 25 | S 5000    | 10 | North American Racing Team (NART)    | George Arents Jan de Vroom            | Ferrari 290MM-C            | Ferrari 3.5L V12        | 183   |
| 26 | S 1100    | 45 | Wolfgang Seidel                      | Wolfgang Seidel Heinz Meier           | DKW Monza Coupe            | DKW 1.0L I3 (2-Stroke)  | 151   |
| 27 | S 3000    | 20 | David Brown                          | Tony Brooks Noel Cunningham-Reid      | Aston Martin DBR1/300      | Aston Martin 2.9L I6    | 140   |
| 28 | S 2000    | 25 | Lèon Coulibeuf                       | Lèon Coulibeuf José Behra             | Maserati 200SI             | Maserati 2.0L I4        | 136   |
| 29 | S 750     | 56 | Automobili Stanguellini              | René-Philippe Faure Gilbert Foury     | Stanguellini Bialbero      | Fiat 0.7L I4            | 131   |
| 30 | S 2000    | 29 | Equipe Los Amigos                    | Francois Picard Richie Ginther        | Ferrari 500 TRC            | Ferrari 2.0L I4         | 129   |
| 31 | S 1500    | 32 | Porsche KG                           | Umberto Maglioli Edgar Barth          | Porsche 718 RSK            | Porsche 1.5L Flat-4     | 129   |
| 32 | S 750     | 54 | Equipe Monopole Course               | René Cotton Jacques Blanchet          | Monopole X88 Spyder        | Panhard 0.7L Flat-2     | 127   |
| 33 | S 750     | 50 | Automobiles Deutsch et Bonnet        | Jean-Claude Vidilles Jo Schlesser     | DB HBR                     | Panhard 0.7L Flat-2     | 126   |
| 34 | S 750     | 51 | Automobiles Deutsch et Bonnet        | Paul Armagnac Gérard Laureau          | DB HBR                     | Panhard 0.7L Flat-2     | 120   |
| 35 | S 3000    | 19 | David Brown                          | Roy Salvadori Les Leston              | Aston Martin DBR1/300      | Aston Martin 2.9L I6    | 112   |
| 36 | S 5000    | 9  | Scuderia Ferrari                     | Olivier Gendebien Maurice Trintignant | Ferrari 250 TR58           | Ferrari 3.1L V12        | 109   |
| 37 | S 1500    | 33 | Porsche KG                           | Hans Herrmann Richard von Frankenberg | Porsche 550A RS            | Porsche 1.5L Flat-4     | 87    |
| 38 | S 5000    | 5  | David Brown                          | Graham Whitehead Peter Whitehead      | Aston Martin DBR2/370      | Aston Martin 3.7L I6    | 81    |
| 39 | S 5000    | 11 | Equipe Nationale Belge               | Jacques Swaters Alain de Changy       | Ferrari 290MM-C            | Ferrari 3.5L V12        | 73    |
| 40 | S 3000    | 12 | Officine Alfieri Maserati            | Giorgio Scarlatti Jo Bonnier          | Maserati 300S              | Maserati 3.0L I6        | 73    |
| 41 | S 1500    | 60 | Equipe Nationale Belge               | Claude Dubois George Hacquin          | Porsche 550A RS            | Porsche 1.5L Flat-4     | 70    |
| 42 | S 750     | 57 | Bernard Deviterne                    | Bernard Deviterne Marcel Lailler      | DB HBR5                    | Panhard 0.7L Flat-2     | 68    |
| 43 | S 1100    | 44 | Automobili Stanguellini              | Francesco Siracusa Roberto Lippi      | Stanguellini Prototipo     | Fiat 1.1L I4            | 67    |
| 44 | S 5000    | 7  | Scuderia Ferrari                     | Mike Hawthorn Luigi Musso             | Ferrari 335S               | Ferrari 4.0L V12        | 56    |
| 45 | S 1100    | 39 | Arnott Cars Ltd.                     | Jim Russell Dennis Taylor             | Arnott Sport               | Coventry Climax 1.1L I4 | 46    |
| 46 | S 3000    | 18 | Equipe Gordini                       | André Guelfi Jean Guichet             | Gordini T24S               | Gordini 3.0L I8         | 38    |
| 47 | S 5000    | 1  | Officine Alfieri Maserati            | Stirling Moss Harry Schell            | Maserati 450S Zagato Coupe | Maserati 4.5L V8        | 32    |
| 48 | S 5000    | 2  | Officine Alfieri Maserati            | Jean Behra André Simon                | Maserati 450S Spyder       | Maserati 4.5L V8        | 28    |
| 49 | S 1500    | 36 | Maurice Slotine                      | Maurice Slotine Roland Bourel         | Porsche 356A               | Porsche 1.5L Flat-4     | 26    |
| 50 | S 2000    | 61 | Gottfried Köchert                    | Gottfried Köchert Erwin Bauer         | Ferrari 500 TRC            | Ferrari 2.0L I4         | 18    |
| 51 | S 750     | 47 | Automobilies VP                      | Jean-Marie Dumazer Bernard Consten    | VP 166R                    | Renault 0.7L I4         | 15    |
| 52 | S 2000    | 30 | Equipe Gordini                       | Charles de Clareur Robert La Caze     | Gordini T15S               | Gordini 2.0L I6         | 3     |
| 53 | S 5000    | 6  | Scuderia Ferrari                     | Peter Collins Phil Hill               | Ferrari 335MM              | Ferrari 3.0L V12        | 2     |
| 54 | S 3000    | 23 | Automobiles Talbot / Ecurie Dubonnet | Franco Bordoni Bruce Halford          | Talbot-Lago Sport 2500     | Maserati 2.5L I6        | 0     |